# 弗朗西斯鎮區 (北達科他州伯利縣)
弗朗西斯鎮區（英語：Francis Township）是位於美國北達科他州伯利縣的一個鎮區。

## 地方資料
弗朗西斯鎮區的面積為92.81平方千米，皆為陸地。根據2010年美國人口普查的數據，當地共有人口26人，而人口密度為每平方千米0.28人。